# Joseph De Cauwer
Pour les articles homonymes, voir De Cauwer.
Joseph De Cauwer, parfois dit Cauwer-Ronsse, né à Beveren (Flandre orientale) le 2 février 1779 et mort à Gand le 17 septembre 1854, est un portraitiste et peintre d'histoire belge de style néo-classique. 

## Biographie
Joseph De Cauwer est né à Beveren (en Flandre orientale) en 1779. Il est le fils de Jean François De Cauwer et de Barbe Bobbaert. Il commence sa formation à l'Académie Royale des Beaux-Arts d'Anvers, puis vers 1800 il s'installe à Gand, où il parfait ses études à l'Académie Royale des Beaux-Arts. En 1807, il devient professeur de dessin à l'Académie de Gand, et peu après aussi de gravure. Il a également enseigné dans les écoles secondaires publiques de Gand, ainsi qu'à des élèves privés. Parmi ses élèves, figurent Jean Joseph Geens et Willem de Visser (1801-1875). Il a également dispensé des cours de dessin au futur savant Adolphe Quetelet.
À partir de 1802, il expose régulièrement au salon de la Société des Beaux-Arts de Gand, assurant sa renommée en 1810 grâce à un Martyre de Saint-Laurent et recevant des médailles d'or en 1812 et 1817. En 1817, il expose L'Humanité Belge, représentant des paysans belges soignant les blessés des deux camps après la bataille de Waterloo. Celui-ci a été acheté par l’État pour le Musée de Bruxelles. Rédigeant un rapport sur le salon de 1819, Le véridique de Gand  exprime sa surprise et son regret qu'aucune œuvre de De Cauwer ne soit exposée.
Joseph De Cauwer, époux de Livine Ronse, est le père des peintres Émile Pierre Joseph De Cauwer (1828-1873) et Léopold De Cauwer (1831-1891) auxquels il enseigne son art. Le premier se destine à la peinture d'architecture, le second à la représentation animalière. Deux frères de Joseph De Cauwer sont aussi peintres : Pierre Romuald De Cauwer (1783-1855), peintre de paysages et Benoît De Cauwer (1785-1820) également peintre de paysages qui a reçu des leçons de son frère aîné Joseph. Joseph De Cauwer se retire de ses fonctions professorales en 1846 et meurt à Gand, en son domicile, Belgradostraat, le 17 septembre 1854,.

## Œuvres

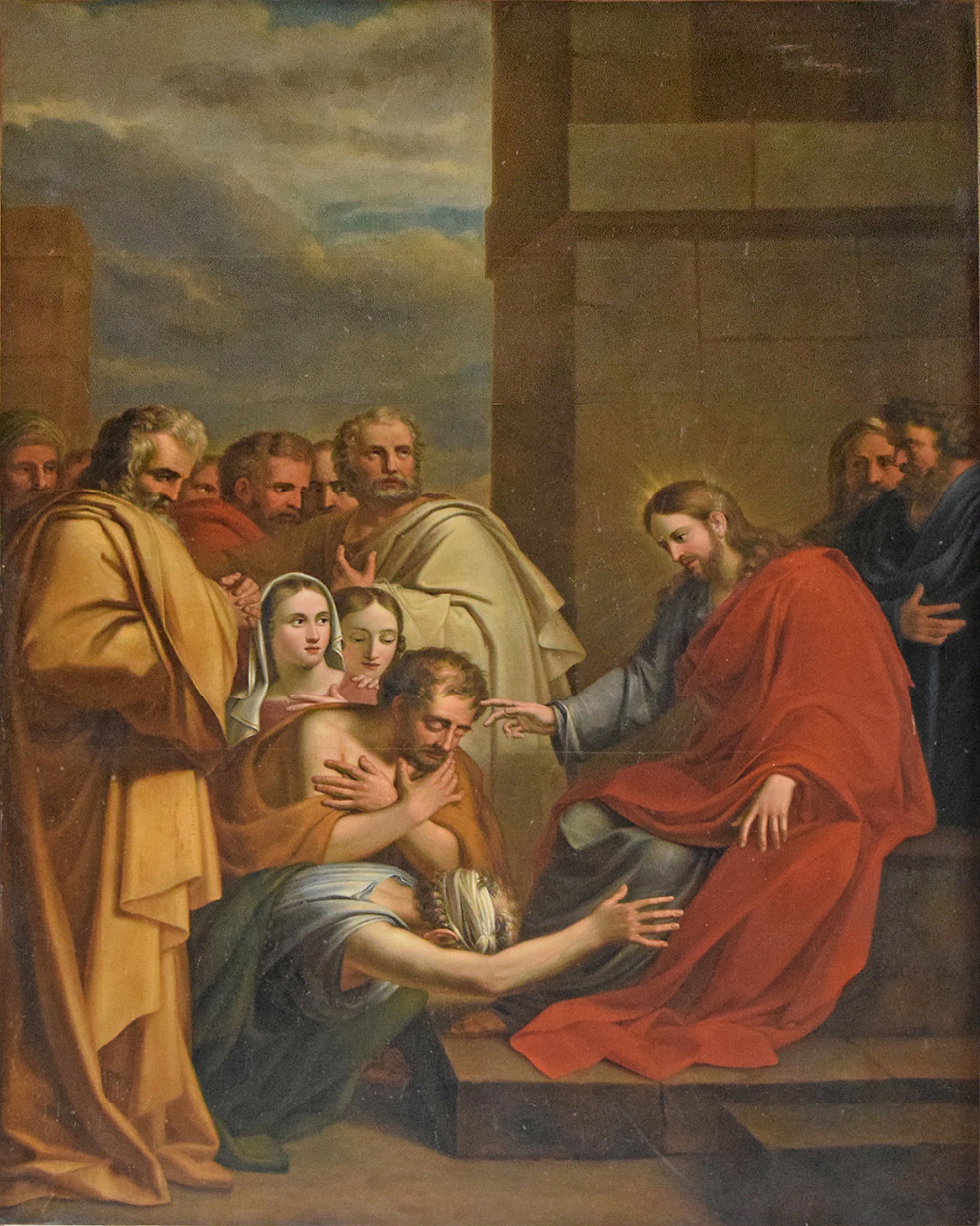
Jésus guérissant un aveugle par Joseph De Cauwer (1824).

- Le Repas d'amis, copie d'après David Teniers, exposée avec quatre portraits au salon de Gand (1802) ;
- Baptême du Christ (1808), pour la cathédrale de Gand ;
- Pierre Paul Rubens acceptant une épée de Charles Ier d'Angleterre (1808), actuellement dans la collection du Musée des Beaux-Arts de Gand[5] ;
- Martyre de Saint-Laurent (1810) ;
- Miracle de Saint-Nicolas de Tolentino (1811) ;
- La Clémence d'Auguste envers Cinna (1814) ;
- Portrait du comte de Lens, maire de Gand (1815) ;
- L'Humanité Belge (1817), actuellement dans la collection des Musées royaux des Beaux-Arts de Belgique ;
- Antigone (1820), acheté par l'État ;
- Atala et Chactas (1820) ;
- Sainte Famille (1823) ;
- Mariage de la Vierge (1823) ;
- Anacréon chez Polycrate (1823) ;
- Délivrance des âmes du purgatoire (1824) ;
- Le Christ guérissant des aveugles à Jéricho (1824), pour l'église Saint-Michel de Gand ;
- Une Vierge, exposé au salon de Bruxelles de 1830[6] ;
- Prométhée délivré par Hercule (1832), actuellement dans la collection du Musée des Beaux-Arts de Gand ;
- Descente de croix (1835) ;
- Le Père de famille exécuté par un huissier (1835) ;
- Une Visite de Marie-Thérèse (1838) ;
- Le Miracle de saint Nicolas de Tolentin (1841) ;
- Visite après l'accident de travail ;
- Sainte Élisabeth de Hongrie distribuant ses aumônes, pour le grand béguinage de Gand ;
- Annonciation ;
- Saint Éloi.